# Операция „Даунфол“
Операция „Даунфол“ (на английски: Operation "Downfall") е съюзнически план за нахлуване в Япония към края на Втората световна война. Планираната операция е отменена, когато Япония се предава след атомните бомбардировки на Хирошима и Нагасаки, съветското обявяване на война и последвалото съветско нахлуване в Манджурия. Операцията е била замислена в две части: операция „Олимпик“ и операция „Коронет“. Планирана да започне през ноември 1945 г., „Олимпик“ (преименувана на "Маджестик" след изтичането на кодовото име) има за цел завладяването на най-южната трета на най-южния от основните японски острови, Кюшу, като вече завладения остров Окинава да се използва като сборен пункт. През пролетта на 1946 г. „Коронет“ е трябвало да включва нахлуването в равнината Канто близо до Токио на основния японски остров, Хоншу. Вече завзетите летища от операция „Олимпик“ биха позволили въздушна поддръжка за „Коронет“. Ако „Даунфол“ се бе състояла, това би било най-голямата морска десантна операция в историята, в чиято армада са щели да участват само в нахлуването в Кюшу 42 самолетоносача, 24 линейни кораба и 400 разрушителя и ескортиращи ги съдове.
Географията на Япония прави този план за нападение доста очевиден за японците. Те с точност предсказват плана на Съюзниците и приспособяват съответния си отбранителен план, наречен операция „Кецуго“. Японският план е включвал пълна защита с всички сили на Кюшу и малко оставащи резерви за каквито и да е последващи отбранителни действия. Оценките на жертвите варират в широки граници, но във всеки случай са изключително високи. В зависимост от степента на съпротива на японските граждани, оценките за вероятните американски жертви са в милиони.

## Планиране
Отговорността за планирането на операция „Даунфол“ се пада на американските командири Честър Нимиц, Дъглас Макартър, Ърнест Кинг, Уилям Лихи, Джордж Маршал и Хенри Арнолд. По това време Макартър е бил взет предвид за повишение в ранг генерал на армиите, за да има пълномощие над другите петзвездни офицери. Въпреки това, предложението за повишение на Макартър е едва на ниво неофициална дискусия, когато Втората световна война приключва.
По това време разработването на атомната бомба е много строго пазена тайна (дори вице-президент Хари Труман не знае за него, преди да стане президент), която се знае само от няколко висши държавници извън Проекта „Манхатън“ и първоначалният план за нахлуване в Япония не взема предвид съществуването на ядрено оръжие. Когато атомната бомба е разработена, генерал Маршал мисли да я използва в поддръжка на инвазията, ако достатъчно бройки могат да се произвеждат навреме.
В хода на Тихоокеанската война Съюзниците не успяват да се договорят за един главнокомандващ. Съюзническото командване е разделено на региони: например, към 1945 г. Честър Нимиц е съюзническият главнокомандващ в зона Океански Пасифик, докато Дъглас Макартър е главнокомандващ в зона Югозападен Пасифик, а Луис Маунтбатън е главнокомандващ в Югоизточна Азия. Обединеното командване се е считало за нужно при евентуално нахлуване в Япония. Съперничеството за това кой да е поеме ролята (военноморските сили искат това да е Нимиц, а сухопътните войски искат Макартър) е толкова сериозно, че застрашава да провали плана. Накрая, военноморските сили частично отстъпват Макартър да поеме командването над всички сили, ако обстоятелствата го изискват.

### Съображения
Основните съображения, с които трябва да се справят планиращите, са времето и жертвите – как могат да накарат Япония да се предаде възможно най-бързо с възможно най-малко американски загуби. Преди Квебекската конференция от 1943 г. съвместен британско-американски екип създава план, който планира нахлуване в Япония чак през 1947 – 1948 г. Американският Обединен комитет на началник-щабовете вярва, че удължаването на войната до такава степен е опасно за националния морал. Вместо това, на Квебекската конференция Обединеният комитет на началник-щабовете на САЩ и Великобритания се съгласява, че Япония трябва да бъде накарана да капитулира не по-късно от година след капитулацията на Германия.
Военноморските сили на САЩ бързат да установят блокада и въздушно надмощие, за да накарат Япония на се предаде. Предлагат операции за превземането на въздушни бази в Шанхай и Корея, което би предоставило на американските военновъздушни сили преди бази, от които да бомбардират Япония, докато се предадат. Сухопътната армия, от друга страна, твърди, че такава стратегия би продължила войната за неопределено време и би дала ненужни жертви и че следователно е нужно нахлуване. Те подкрепят нанасянето на едромащабен удар директно срещу японската вътрешност без нито една от страничните операции, предложени от ВМС. В края на краищата, гледната точка на сухопътните войски надделява.
Физически, Япония е внушителна мишена, отдалечена от други земни площи и с много малко плажове, подходящи за морски десант. Само Кюшу и плажовете на равнината Канто се оказват реалистични зони за нападение. Съюзниците решават да започнат инвазия в два етапа: операция „Олимпик“ срещу южната част на Кюшу, която после да предостави поддръжка на операция „Коронет“, пряката атака срещу Токийския залив.
От данните на американското разузнаване от началото на 1945 г. са направени изводи, относно очакваната съпротива: общо между 8 и 10 японски дивизии на Кюшу и около 21 японски дивизии на Хоншу, от които 14 в равнината Канто. Предполага се, че японците ще изтеглят въздушните си сили към континентална Азия за защита от нападения, откъдето ще оперират 2000 – 2500 самолета срещу десантите на Кюшу.

### „Олимпик“
Операция „Олимпик“, нападението над Кюшу, е трябвало да започне на „Деня X“ („X-Day“), който е насрочен за 1 ноември 1945 г. Комбинираната съюзническа военноморска армада е щяла да бъде най-голямата, събирана някога, включваща 42 самолетоносача, 24 линейни кораба, 400 разрушителя и ескортни миноносци. 14 американски еквивалентни дивизии са планирани да участват в първоначалния десант. Използвайки остров Окинава като място за прегрупиране, целта е била да се завземе южната част на Кюшу, а след това регионът да се използва за по-нататъшно място за прегупирани при нападението на Хоншу.
„Олимпик“ е трябвало да включва и маскировъчен план – операция „Пастел“. Той е щял да има за цел да убеди японците, че американците са отхвърлили плана за пряко нападение и че вместо това ще се опитват да обградят и бомбардират Япония. Това е изисквало превземането на бази в Тайван, по китайското крайбрежие и в региона на Жълто море.
Тактическата въздушна подкрепа е щяла да бъде отговорност на 7-а, 5-а и 13-а въздушни сили. Те са отговорни за нападенията над японските летища и транспортни артерии на Кюшу и Южен Хоншу, както и за поддържане на въздушното надмощие над бреговете. Задачата за стратегическите бомбардировки се пада на Американските стратегически въздушни сили в Тихия океан – формирование, което е съставено от 8-а и 20-а въздушни сили, както и британските Тигрови сили. Те е трябвало да продължат с действията си и през операция „Коронет“. 20-а въздушна сила е трябвало да продължи ролята си на главна сила за стратегически бомбардировки срещу Японските острови, действайки от летища на Марианските острови. Създадени са планове след края на войната в Европа, според които някои от тежките бомбардировачи от 8-а въздушна сила да се преместят в бази на Окинава и да провеждат бомбардировки съвместно с 20-а.
Преди основното нахлуване, крайбрежните острови Танигашима, Якушима и Кошикиджима е трябвало да бъдат превзети. Сраженията при Окинава вече са показали колко е ценно да се установят сигурни пристани наблизо за кораби, които не са нужни за десанта, или за кораби, които са повредени от въздушни удари.
Кюшу е трябвало да бъде нападнат от 6-а армия в три точки: Миядзаки, Ариаке и Кушикино. Ако се начертае мислен часовник на картата на Кюшу, тези точки отговарят на съответно 4, 5 и 7 часа. 35-те плажа са наименувани по имената на автомобили от американците. С по един корпус, назначен за всеки плаж, се е считало, че американците ще превъзходят числено японците в съотношение 3:1. В началото на 1945 г. Миядзаки е на практика незащитен, докато Ариаке и близкия му пристан са тежко защитени.
Нахлуването на цели да покори цялата земя, а само най-южната третина от нея. Целта е да се установи сборен пункт и ценна военновъздушна база, с което да се подпомогнат действията в операция „Коронет“.

### „Коронет“
Операция „Коронет“ или нахлуването на Хоншу в равнината Канто на юг от столицата, е трябвало да започне на „Деня Y“ („Y-Day“), който ориентировъчно е насрочен за 1 март 1946 г. Това е щяло да бъде дори по-голяма операция от „Олимпик“, с до 40 дивизии, участващи в първоначалните и последващите десанти. За сравнение, операция „Овърлорд“ в Европа е включвала 12 дивизии при първоначалния десант. В първоначалния етап, 1-ва армия е трябвало да нападне плажа Куджикури на полуостров Босо, докато 8-а армия нахлува в Хирацука на Сагамския залив. След това 12 допълнителни дивизии от 10-а армия и британски части са били планирани като подкрепление на десантите. После Съюзниците са щели да се насочат на север и да се срещнат в Токио.

## Операция „Кецуго“
Междувременно японците кроят собствени планове. Първоначално те се притесняват за нахлуване през лятото на 1945 г. Обаче, битката за Окинава продължава достатъчно дълго, че да заключат, че Съюзниците няма да успеят да впрегнат още една операция преди дъждовния сезон, през който метеорологичните условия биха били твърде опасни за десантни операции. Японското разузнаване предрича с голяма точно къде би се състояло нападение: в южната част на Кюшу, Миядзаки, залива Ариаке и/или полуостров Сацума.
Докато Япония вече няма реални изгледи за спечелване на войната, нейните лидери вярват, че могат да вдигнат цената за завладяване на Япония толкова високо, че да доведат до някакъв вид примирие със Съюзниците, вместо тотално унищожение. Японският план за побеждаване на нахлуването се нарича операция „Кецуго“ (決号作戦). Япония планира да използва цялото си население в устояване на инвазията и след юни 1945 г. започва пропагандната кампания, призоваваща за „славната смърт на сто милиона“. Основното ѝ послание е, че е „славно“ да се умре в името на императора-бог на Япония и че всеки японски мъж, жена и дете би следвало да умре за императора, когато американците пристигнат. Все пак, анализите на американските и японските офицери по това време сочат, че японските жертви биха били от порядъка на милиони. След битката за Сайпан японската пропаганда, величаеща идеята за смърт в името на императора като благородна и красива е в кулминацията си, заедно с тенденцията американците да се изобразяват като „бели дяволи“, нечовеци и демонични врагове, от които може да се очаква само най-лошото. В битката за Окинава японските офицери нареждат на цивилните, които са неспособни да се бият, да се самоубият, вместо да попаднат в американски ръце, като се е очаквало същото нещо да се случи, ако американците нахлуят на основните острови. Японците тайно строят подземна щаб-квартира под това, което днес е Нагано, за подслон на императора и служителите му в случай на евентуална съюзническа инвазия. При планирането на операция „Кецуго“ японците надценяват силата на Съюзническите сили – докато реалният план за нахлуване включва около 54 дивизии, японците очакват до 90.

## Вероятни жертви
Тъй като американските военни считат, че операциите в този район няма да се опонират само от наличната редовна войска, ами и от фанатично враждебни граждани, високият брой на жертвите се е смятал за неизбежен. Няколко души правят оценки, но те варират в широки граници, предположения и условия, включително подкрепа и противопоставяне на нахлуването. Оценките за броя на потенциалните жертви по-късно стават основна опорна точка в следвоенните дебати покрай атомните бомбардировки на Хирошима и Нагасаки.
При подготовката за операция „Олимпик“ различни фигури и организации правят оценки за жертвите, основавайки се на терена, силата и разположението на познатите японски войски. Все пак, докато докладваната японска сила в основните острови продължава да расте, съответно растат и оценките за жертвите. През април 1945 г. Обединеният комитет на началник-щабовете приема планов документ, даващ обхват от възможни жертви, основаващ се на опит от Европа и Тихия океан. При брой на войската от 766 700 души и продължителност на кампанията от 90 дни, 6-а американска армия вероятно би понесла 514 072 пострадали (от които 134 556 убити или изчезнали), според тихоокеанския опит, и 149 046 пострадали (включително 28 981 убити или изчезнали), според европейския опит. Тези оценки не включват нито пострадали след 90 дни, нито загуби на персонал в морето от японски въздушни удари. За да продължават кампанията в Кюшу, планиращите предвиждат, че ще е нужен поток от подкрепления от 100 000 души на месец. С напредване на времето различни американски военачалници правят и свои собствени оценки.
Битката за Окинава е една от най-кръвопролитните в Тихия океан, с около 14 000 убити американци и 77 400 убити японци. Битката води до 72 000 американски пострадали за 82 дни, от които 12 510 са убити или изчезнали. Цялата площ на Окинава е 1200 km2. Ако броят на пострадалите при нахлуването в Япония е само 5% от пострадалите на единица площ при Окинава, САЩ биха изгубили 297 000 войници.
Почти 500 000 пурпурни сърца (награда за понесени щети в бой) са произведени в очакване на пострадалите от планираното нахлуване в Япония. Към 2003 г. 120 000 от тези пурпурни сърца все още са налични. Те са толкова много, че на войници в Ирак и Афганистан са дадени пурпурни сърца, с които веднага да наградят други войници, ранени на фронта.